# Antonio Jácome Pumar
Antonio Jácome Pumar o, en gallec Antonio Xácome Pumar (Senra, Parada de Sil, Ourense, 15 de gener de 1908 - Barcelona, 26 de febrer de 1989) fou un religiós gallec que desenvolupà la seva carrera a Barcelona on va fundar, el 1946, la pia unió dels Germans Missioners dels Malalts Pobres.

## Biografia
Va néixer al llogarret de Senra (Parada de Sil, Ourense), un dels vuit fills del camperol i moliner Felipe Jácome González i Concepción Pumar Álvarez; fou batejat a la parròquia de San Mamede de Forcas l'endemà del naixement. Va ajudar la família treballant al camp i al molí; aviat va tenir vocació religiosa, però el rector de Forcas li aconsellà que s'esperés. Als 21 anys va deixar el camp i marxà a Barcelona, on ja treballava la seva germana Manuela. Primer va treballar al col·legi dels jesuïtes de Sarrià i, quan aquest tancà, va començar a tenir cura de malalts, vetllant-los a domicili, sota la direcció dels Pares Camils.
Jácome veié el seu camí i ingressà a l'Orde dels Ministres dels Malalts com a novici el 24 de setembre de 1934, al noviciat de Sant Tomàs de Riudeperes (Calldetenes). L'esclat de la Guerra civil espanyola i la persecució de religiosos que hi hagué l'obligà a amagar-se en cases de coneguts i, més tard, a la de la seva germana a Badalona. Va tenir cura de malalts a domicili i va ajudar el Socors Blanc, visitant presos i donant-los consol. Marxà a França i, des d'allí, a Galícia, arribant a Senra el 1937 i passant-hi la resta del temps de guerra.

### Fundació dels Germans Camils
En acabar la guerra civil, va tornar al noviciat i va professar a l'orde el 1941, essent-hi sastre, almoiner i sagristà de la casa dels Camils a Barcelona. En el seu temps lliure, però, visitava malalts pobres i els atenia. Va pensar que calia una obra que curés els malalts més pobres, que no tenien cap recurs. En aquells temps, a més, la tuberculosi era una malaltia estesa i veié la conveniència que existís un lloc on aquesta malaltia pogués ésser tractada o on els malalts poguessin reposar i recuperar-se.
Alguns sacerdots l'aconsellaren que el millor era fundar una congregació religiosa que se n'encarregués; el 10 de juny de 1946 obté l'autorització dels seus superiors i el bisbe Gregorio Modrego Casaus, considerant aquesta data com la de fundació de la Pia Unió dels Germans Missioners dels Malalts Pobres, posada sota l'advocació de Sant Camil de Lellis, amb dos germans més. El 8 de setembre, amb els diners donats per una benefactora, va llogar una torre, Vil·la Àurea, a Vallvidrera i hi va rebre els primers malalts. Demanava almoina, en diners o en espècie, per mantenir la casa, anant on calgués per obtenir-la. L'any 1947, Àngela Roca i Soler compra i dona a la congregació la Torre del Suro, al Guinardó, que es converteix en la seu de l'institut. Inaugurada el 29 de juny de 1949 amb una capacitat de quinze llits, s'amplia en 1950 amb capacitat per a cent passant a dir-se Casa de Repòs Sant Camil; el 21 de novembre de 1954 s'inaugura un edifici nou, actual casa mare de l'institut.
L'aprovació diocesana de l'institut, pel bisbe Modrego, arribà el gener de 1949; ell mateix en fou el superior fins a la seva mort. El 1952, la mateixa benefactora (que morirà el 1960 i considerada mare dels Germans) adquireix per a la congregació una torre a Alpens, destinada a portar-hi fills de malalts o exmalalts perquè hi facin vacances durant l'estiu. El 1954 es forma l'associació laica d'Amics dels Germans Missioners, i en 1962 s'inaugura el Taller-Escola Sant Camil per a la formació de disminuïts psíquics. En 1964 va promoure la campanya Operació Ferralla, basada en la recollida i venda d'ampolles i ferralla (per la qual cosa va ésser conegut com a Hermano Botella) i amb els diners recollits va construir habitatges per als antics malalts que no en tenien i no podien reinserir-se a la societat.
El 1966 es funda la primera casa fora de Catalunya, la casa de Nuestra Señora de la Salud a Vigo,[2] dedicant-se al treball social en el barri de Teis, treballant amb marginats i malalts. El 25 de març de 1970, l'institut s'uneix amb el dels Germans de la Caritat de la Santa Creu, formant la Pia Unió dels Germans Missioners dels Malalts Pobres sota l'advocació de Sant Camil i la Santa Creu. El novembre del mateix any, se'n funda la branca femenina, les Germanes Missioneres de la Mare de Déu de la Salut i Sant Camil, que atén dones ancianes, a Vilanova del Vallès.

### Últims anys i mort
Viatja a Roma, on és rebut pel papa Pau VI, el juny de 1971, per celebrar els 25 anys de la fundació, i novament el 1975. En 1977 va pelegrinar a Terra Santa. A més, va fer diversos viatges a Lorda, on acompanyava grups de malalts pelegrins.
Mentre era a la residència de Tordera, Can Ferrer de Sant Ponç que havia estat llegada a l'institut en 1972 i destinada a residència de disminuïts psíquics, va tenir un accident vascular cerebral. Trasllada a Barcelona, a l'Hospital de l'Esperança, hi va morir el 26 de febrer de 1989.
Fou sebollit al Cementiri de Montjuïc, però en 1994 les seves restes (el seu cos va ésser trobat incorrupte) foren traslladades a la capella de la Casa de Repós Sant Camil, al Guinardó, on reposen avui dia.